# Salem Kirban
Salem Kirban es un escritor "conspiracionista" cristiano de Estados Unidos. Su libro "666" fue una superventas con más de quinientos mil libros vendidos.

## Obras
- Guide to Survival, Huntingdon Valley, 1968.
- What Is the Rapture Like?, Second Coming (PA), 1970, ISBN 0-912582-05-7.
- Satan's Angels Exposed, Salem Kirban Pub, 1980, ISBN 0-912582-32-4.
- Health Guide for Survival, Salem Kirban Pub, 1976, ISBN 0-912582-24-3
- Revelation Visualized, Verse By Verse, King James Version, con Gary Cohen, Moody Press, Chicago, 1972, ISBN 0-8024-7311-3
- How to Keep Healthy & Happy By Fasting, Salem Kirban Pub, 1976, ISBN 0-912582-23-5
- The Rise of Antichrist, ISBN 0-912582-29-4
- 666, Tyndale House, 1970.
- The Getting Back to Nature Diet, Second Coming, 04/2004, ISBN 0-912582-11-1
- Your Last Goodbye, Salem Kirban Pub, 1969, ISBN 0-912582-06-5
- 1000, 1973, ISBN 091258209X.
- How to Eat Your Way Back to Vibrant Health, Salem Kirban Pub, 1977
- Satan's Mark Exposed, Second Coming, 1981, ISBN 0-912582-36-7
- Guide to Survival, 1979, ISBN 0-912582-14-6
- How to Live Above and Beyond Your Circumstances, Tyndale House Publishers, 1975, ISBN 0-8423-1514-4
- Rush to Armageddon
- Countdown to Rapture, 1998, ISBN 0-912582-26-X
- Charts on Revelation, ISBN 0-912582-10-3
- Satan's Music Exposed, AMG, 1981, ISBN 0-89957-619-2
- Revelation Visualized, con Nicholas L Chirovsky y Gary Cohen.
- How Juices Restore Health Naturally, 1980, ISBN 0-912582-30-8.
- The Day Israel Dies!, Salem Kirban, 1975.
- What in the World Will Happen Next?, Salem Kirban, Inc, 1994, ISBN 0-912582-58-8 .
- Countdown to Rapture By Kirban, Future Events Publications, 06-1998, ISBN 0-89957-623-0.